# Jaroslav Chlebo

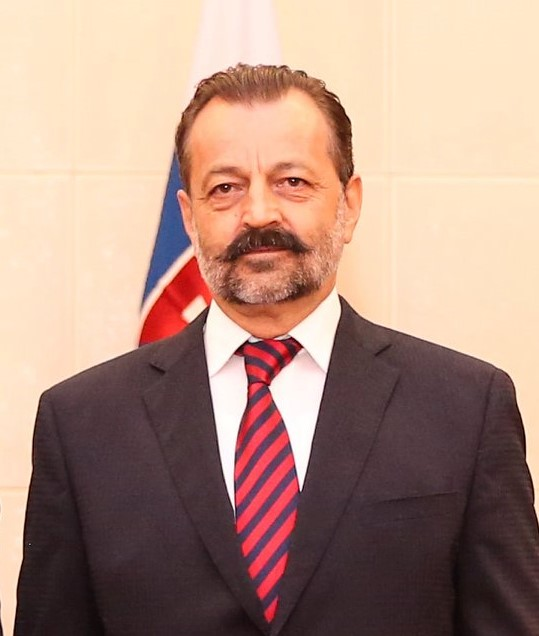
Jaroslav Chlebo (2019)

Jaroslav Chlebo ist ein Diplomat aus der Slowakei. Er ist Botschafter seines Landes in Indonesien, Brunei, Malaysia, Osttimor, die Philippinen, Singapur sowie den Association of Southeast Asian Nations (ASEAN).

## Werdegang

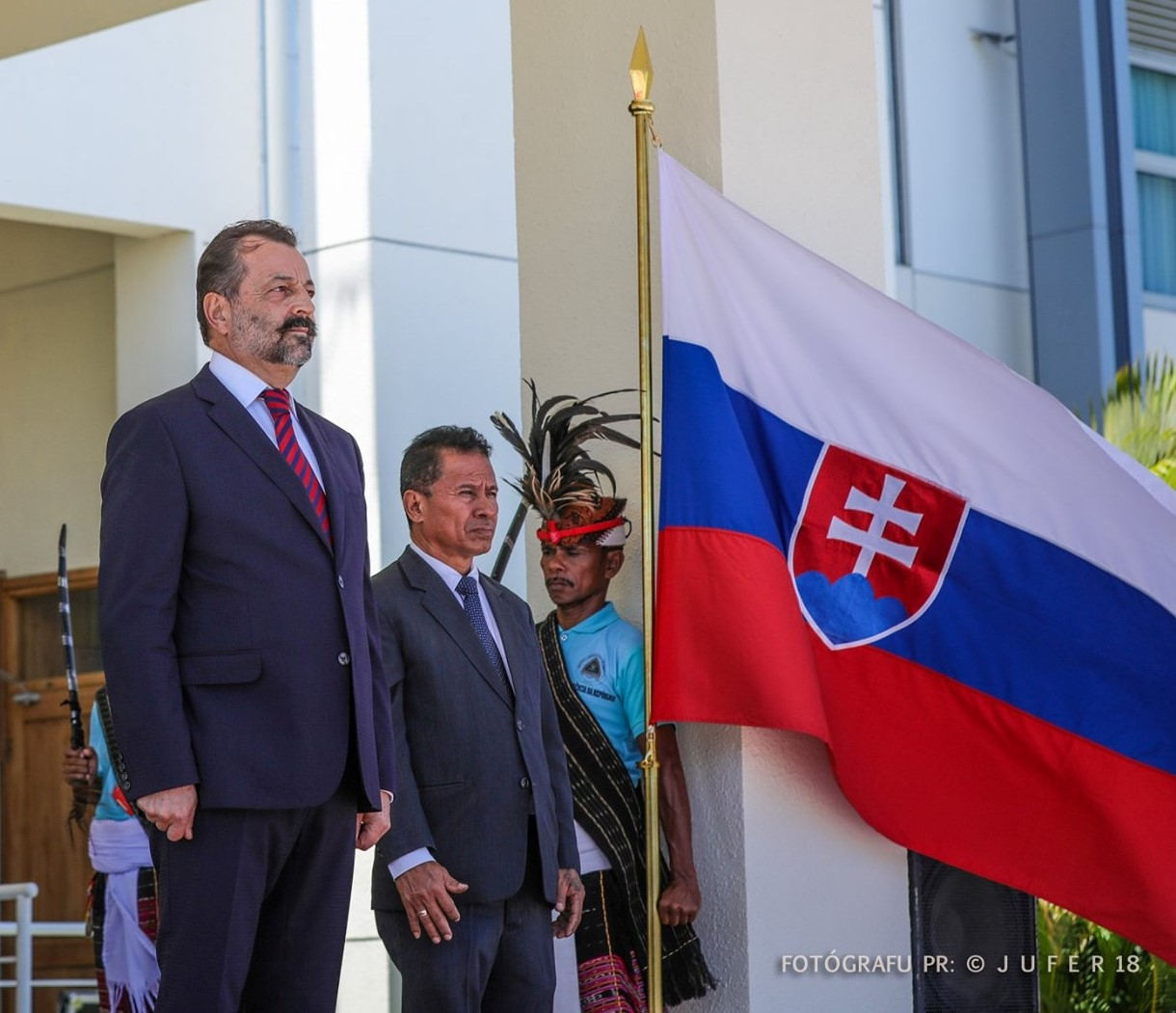
Jaroslav Chlebo bei der Übergabe seiner Akkreditierung in Osttimor (2019)

Chlebo schloss sein Studium in internationalem Recht 1979 an der Fakultät für Jura der Pavol-Jozef-Šafárik-Universität in Košice ab. 1986 begann Chlebo mit seiner Arbeit für das Außenministerium der damaligen Tschechoslowakei (CSSR). Von 1989 bis 1992 arbeitete er als Pressesekretär an der Botschaft der Tschechoslowakei in Indien, die 1990 zur Tschechischen und Slowakischen Föderativen Republik (CSFR) wurde. Mit der Unabhängigkeit der Slowakei am 1. Januar 1993 wurde Chlebo Chargé d’affaires der slowakischen Botschaft in Indien. Das Amt führte er bis Juni 1994. Danach praktizierte er in Bratislava kurze Zeit als Jurist im privaten Sektor. Nach der Nationalratswahl in der Slowakei 1998 wurde Chlebo Staatssekretär im slowakischen Ministerium für Außen- und Europaangelegenheiten (MFEA) unter Außenminister Eduard Kukan. Das Amt hatte Chlebo bis 2002 inne. In dieser Zeit trieb die Regierung den Beitritt der Slowakei in NATO und Europäische Union voran. Es folgten weitere, verschiedene Positionen beim Außenministerium, Direktor der Abteilung für Internationale Wirtschaftsorganisationen (2007–2011) und Direktor der Abteilung Kooperation bei Entwicklung und humanitäre Unterstützung.
Von 2002 bis 2007 hatte Chlebo seinen ersten Botschafterposten bei der slowakischen Mission in Athen (Griechenland) inne. Von 2011 bis 2015 war er der slowakische Botschafter im Königreich der Niederlande. Schließlich war er Ambassador-at-Large für Migrationsangelegenheiten im slowakischen Ministerium für Außen- und Europaangelegenheiten, bevor er 2019 erneut Botschafter wurde, diesmal in Nachfolge von Michal Slivovič mit Sitz in Jakarta. Neben seiner Zuständigkeit für Indonesien, ist er zusätzlich für Brunei, Malaysia, Osttimor, die Philippinen, Singapur und die ASEAN akkreditiert.
Am 10. April 2019 übergab Chlebo seine Akkreditierung bei den ASEAN, am 25. April an Präsident Halimah Yacob seine Akkreditierung für Singapur, am 29. April an Sultan Hassanal Bolkiah seine Akkreditierung für Brunei und schließlich am 15. Oktober an Staatspräsident Francisco Guterres seine Akkreditierung für Osttimor.

## Sonstiges
Chlebo ist mit Jana Chlebova-Beckova verheiratet. Gemeinsam haben sie drei Kinder. Während seiner Dienstzeit als Botschafter in Griechenland wurde Jaroslav Chlebo mit dem Großkreuz des Phönix-Ordens ausgezeichnet.